# Tarabosh

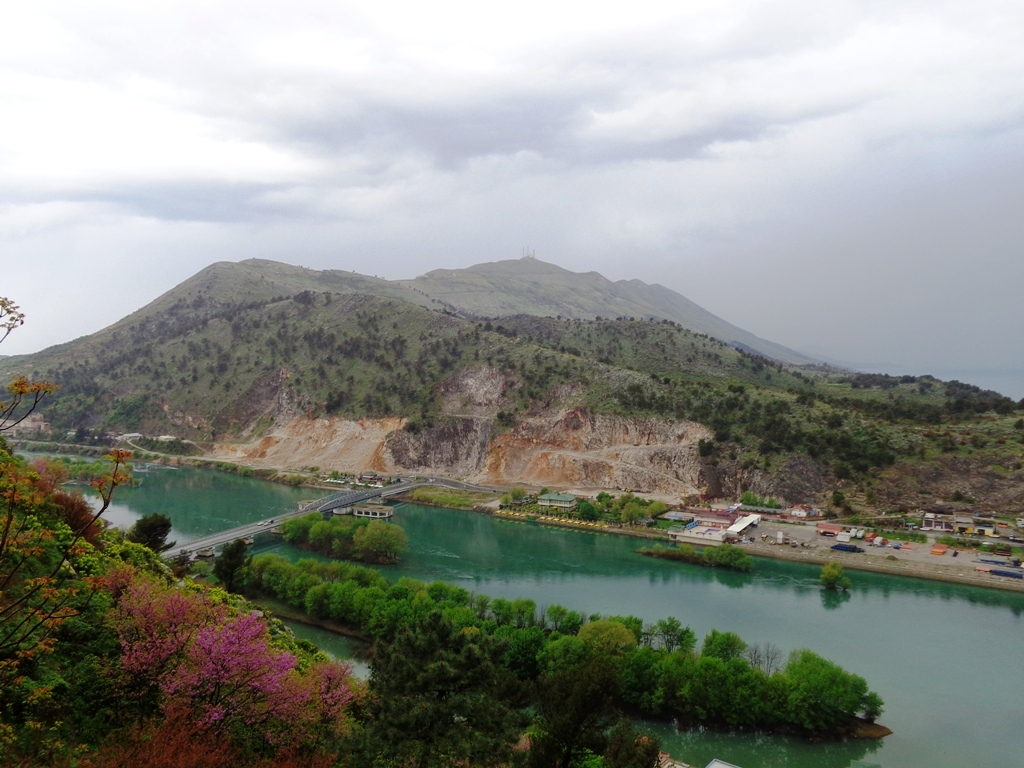
Pohoří od města Skadaru.

Tarabosh (v srbské cyrilici Тарабош, albánsky též Mali i Taraboshit) je pohoří na pomezí Černé Hory a Albánie. Prochází přes něj albánsko-černohorská státní hranice. Pohoří se táhne západo-východním směrem mezi Jaderským mořem a Skadarským jezerem. Nejvyšším vrcholem pohoří je Mali i Golishit na albánské straně s nadmořskou výškou 561 m n. m.
Na východním konci začíná pohoří u města Skadar. První vrchol s nadmořskou výškou 388 m n. m. nese název Mali i Bajrakut. Následují další vrcholy – Maja Taraboshit, Maja Golishit, Maja Gurit, Maja Sukës a Ševagaši z černohorské strany.
Pohoří bylo v letech 1912 a 1913 místem bojů během Balkánských válek, kde na jedné straně bojovali Srbové a Černohorci a na straně druhé Osmanská říše. Z pohoří Tarabosh byla bombardována pevnost Rozafa, nacházející se jižně od města Skadar. Během existence socialistické Albánie přes pohoří procházelo hraniční pásmo s Jugoslávií a byly zde vybudovány četné příkopy a bunkry. Z albánské strany se v blízkosti města Skadaru také nachází na Taraboshi vysílač.
Podle pohoří neslo název jedno skadarské vydavatelství (od roku 1913) a také značka cigaret, která byla v dobách existence socialistické Albánie značně populární.